# Frank Smithies
Frank Smithies (Edimburgo, 10 marzo 1912 – Cambridge, 16 novembre 2002) è stato un matematico britannico.
Lavorò su equazioni integrali, analisi funzionali e sulla storia della matematica. Fu eletto membro della Royal Society of Edinburgh nel 1961. Era un alunno e un accademico dell'Università di Cambridge.

## Opere
- F. Smithies, Integral equations, Cambridge Tracts in Mathematics and Mathematical Physics, vol. 49, Cambridge University Press, 1958, ISBN 978-0-521-06502-3, MR 0104991.[1]
- F. Smithies, Cauchy and the creation of complex function theory, Cambridge University Press, 1997, ISBN 0-521-59278-X.[2]